# Ampulomet
El ampulomet (en ruso: 125-мм ампуломёт образца 1941 года, también transliterado como Ampulomyot, mortero de ampolleta, etc.; literalmente "lanzador de ampolleta") era un lanzagranadas antitanque improvisado que lanzaba un proyectil incendiario esférico de 125 mm hecho de vidrio.

## Diseño

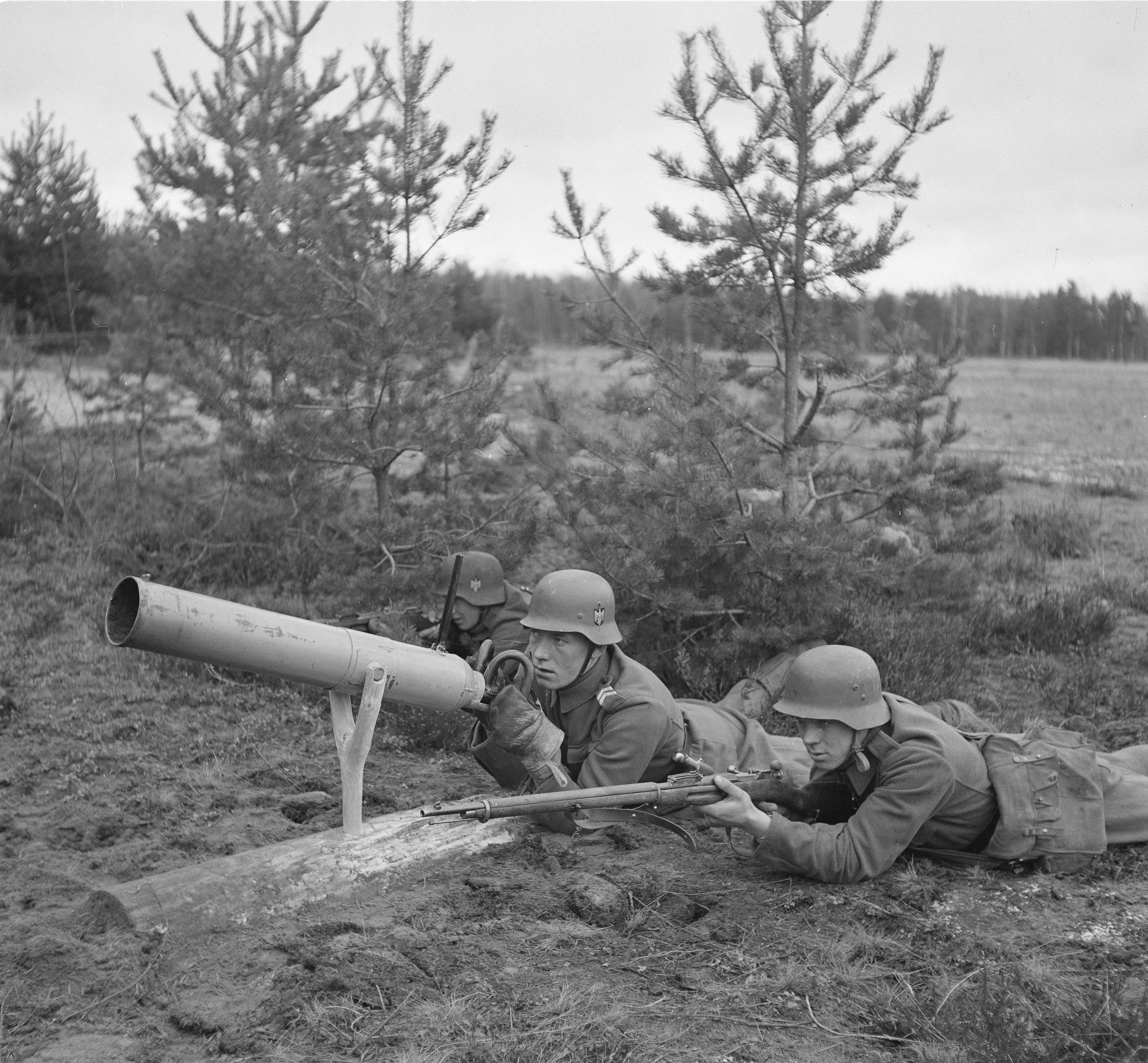
Soldados finlandeses probando un ampulomet capturado, 1941.

El arma consistía en un cañón de ánima lisa con un tosco cierre, montado sobre un afuste en Y que pivotaba sobre muñones para ofrecer elevación. Dos sencillas agarraderas montadas a los lados de la recámara servían para elevación/rotación y un sencillo clinómetro servía para apuntar y calcular el alcance. Se introducía una carga propulsora de pólvora negra en la recámara y era encendida mediante una cápsula fulminante para lanzar la ampolleta de vidrio AZh-2. Las ampolletas estaban llenas de una mezcla incendiaria conocida como KS. Esta era una mezcla de 80% fósforo blanco y 20% azufre, que se encendía al entrar en contacto con el aire. Al encenderse, la mezcla producía una llama brillante, espeso humo blanco y podía arder por hasta tres minutos a temperaturas entre 800 y 1.000 °C. El líquido encendido podía filtrarse a través de las ranuras de los visores o las rejillas del capó del tanque, encendiendo la munición o el combustible, además de asfixiar y cegar a la tripulación.

## Historial de combate
El ampulomet entró en servicio en 1941 y fue empleado de forma limitada por el Ejército Rojo en la Segunda Guerra Mundial, pero para 1942 ya era obsoleto. Sin embargo se siguió utilizando de manera efectiva contra objetivos estáticos, como por ejemplo durante el invierno de 1942-1943 en la batalla de Stalingrado, siendo capaz de eliminar diversos búnkeres y casas fortificadas. Además era utilizado para lanzar panfletos a las trincheras enemigas como parte de la guerra psicológica.

## Publicaciones
- Ампуломёт // Советская военная энциклопедия (в 8 тт.) / под ред. Н. В. Огаркова. том 1. М.: Воениздат, 1976. стр.165

- Datos: Q4028612
- Multimedia: 125 mm ampulomet model 1941 / Q4028612